# Spiraea bella
Spiraea bella là loài thực vật có hoa trong họ Hoa hồng. Loài này được Sims miêu tả khoa học đầu tiên năm 1823.